# G. Daniel Caron
Germain Daniel « G. Daniel » Caron (né en 1958) est un diplomate de carrière et un haut fonctionnaire de la fonction publique canadienne. Cet ex-ambassadeur fait maintenant partie des Hautes études internationales de l’Université Laval et est chargé de cours. Il fait également partie du Conseil de gestion des ressources fauniques de la région marine Eeyou depuis février 2019,.

## Biographie
Originaire de Limoilou, G. Daniel Caron a étudié à l’Externat Saint-Jean-Eudes, au Cégep Limoilou en 1977, puis a gradué en Science économique à l’Université Laval en 1980. Il s’est intéressé très tôt aux questions internationales. En 1978, à l’âge de 20 ans, il a participé à un Sommet des jeunes tenu à Ouagadougou, lors d'une conférence internationale de la jeunesse organisée par l'Agence de coopération culturelle et technique, précurseur de l’Organisation internationale de la Francophonie.
Il a fait carrière en administration publique et en diplomatie au sein du Gouvernement du Canada.
Il a été ministre-conseiller et chef de mission adjoint à l’Ambassade du Canada au Mexique de 2005 à 2008. Il a aussi été conseiller (environnement et pêches) à la Mission du Canada auprès de l’Union européenne à Bruxelles de 1996 à 2000 ainsi que consul et délégué commercial au consulat général de Boston de 1989 à 1992. Au sein du ministère des Affaires étrangères, du Commerce et du Développement à Ottawa, G. Daniel Caron a occupé au cours des années les postes de délégué commercial à la Division du Japon, directeur-adjoint pour l’Europe du Nord, directeur de la Division du Japon et directeur-général du Bureau de la transformation. Après la décision frontalière de 1992 concernant les îles Saint-Pierre et Miquelon, il a participé aux négociations Canada-France au sujet des arrangements futurs dans la zone transfrontalière.
En 2008, il est envoyé en Ukraine et y devient ambassadeur du Canada jusqu'en 2011.
Le 3 février 2015, il annonce qu'il fait le saut en politique fédérale et qu'il souhaite être candidat pour le Nouveau Parti démocratique lors de l'élection fédérale canadienne de 2015. Le 14 mars 2015, sa nomination est officialisée pour la circonscription de Louis-Saint-Laurent.
En février 2019, il est nommé au Conseil de gestion des ressources fauniques de la région marine Eeyou par le gouvernement du Canada,.